# Сокорру (Сан-Паулу)
Сокорру (порт. Socorro)  —  муниципалитет в Бразилии, входит в штат Сан-Паулу. Составная часть мезорегиона Кампинас. Входит в экономико-статистический  микрорегион Ампару. Население составляет 34 139 человек на 2006 год. Занимает площадь 448,074 км². Плотность населения — 76,2 чел./км².

## История
Город основан 9 августа 1829 года. 

## Статистика
- Валовой внутренний продукт на 2003 составляет 226.643.964,00 реалов (данные: Бразильский институт географии и статистики).
- Валовой внутренний продукт на душу населения на 2003 составляет 6.769,33 реалов (данные: Бразильский институт географии и статистики).
- Индекс развития человеческого потенциала на 2000 составляет 0,812 (данные: Программа развития ООН).

## География
Климат местности: субтропический. В соответствии с классификацией Кёппена, климат относится к категории Cwb.